# Nösnerland
Das Nösnerland (auch Nösnergau; rumänisch Țara Năsăudului) ist eine historische Region in Nordsiebenbürgen angrenzend an das Reener Ländchen. Es ist der nördlichste Ausläufer des Königsbodens, zwischen den Flüssen Bistritz und Marosch. Der Hauptort des Gebietes war die Stadt Bistritz. Bis ins 20. Jahrhundert war das Nösnerland mehrheitlich von Siebenbürger Sachsen bewohnt. Die Sachsen wurden 1944 mit dem Abzug der deutschen Wehrmacht nach Österreich und Westdeutschland evakuiert, 1945 von der Roten Armee aber wieder teilweise zurückgeführt. Eine weitere Verminderung der deutschsprachigen Bevölkerung fand nach der Revolution von 1989 durch Auswanderung nach Deutschland statt. Heute ist das Nösnerland Teil des Kreises Bistrița-Năsăud und hat eine überwiegend rumänische Einwohnerschaft.

## Historische Orte
Historische Orte im Nösnerland sind:
| - Baierdorf - Billak - Bistritz - Botsch - Burghalle - Deutsch-Budak - Dürrbach - Großeidau - Groß-Schogen | - Heidendorf - Jaad - Jakobsdorf (bei Bistritz) - Kallesdorf - Kirieleis - Klein-Bistritz - Kuschma - Lechnitz - Mettersdorf | - Minarken - Moritzdorf - Mönchsdorf - Oberneudorf - Paßbusch - Pintak - Sankt Georgen - Schönbirk - Senndorf | - Tatsch - Treppen - Tschippendorf - Ungersdorf - Wallendorf - Waltersdorf - Weißkirch - Wermesch - Windau |